# Rangau-Ostweg
Der Rangau-Ostweg (FAV 024) ist ein Fernwanderweg von Schwabach nach Höchstadt an der Aisch in Mittelfranken. Er ist 94 km lang und führt durch den östlichen Teil des Rangau.
Markiert wird der Verlauf mit dem Wegzeichen „blaues Schrägkreuz auf weißem Grund“.
Der Wanderweg startet in Schwabach und führt in nordwestlicher Richtung nach Buchschwabach und Roßtal. An Ammerndorf vorbei geht es nach Cadolzburg und Langenzenn im Zenn-Tal. Der Weg führt über Münchaurach und Weisendorf in das Weihergebiet bei Mohrhof, bevor der Zielort Höchstadt an der Aisch erreicht wird.

## Streckenverlauf
- Schwabach (Bahnhof)
- Buchschwabach
- Roßtal (Bahnhof)
- Ammerndorf
- Cadolzburg (Burg Cadolzburg, Bahnhof)
- Langenzenn (Zenn, Bahnhof)
- Münchaurach (Mittlere Aurach)
- Weisendorf (Wasserschloss Weisendorf)
- Biengarten (Weihergebiet)
- Höchstadt an der Aisch